# .tf
.tf e интернет домейн от първо ниво за Френски южни и антарктически територии. Заедно с .fr и .re се администрира от AFNIC. Пред 13 октомври 2004 Adamsnames, базирани в Кембридж администрира този домейн. Представен е през 1997.